# Domingo Salcedo
José Domingo Salcedo González mais conhecido como Domingo Salcedo (11 de Setembro de 1983), é um ex-futebolista paraguaio que atuava como Meia, é atualmente técnico.

## Carreira
Seu início no futebol foi feito nas divisões inferiores do Cerro Porteño. Estreou-se com a no Cerro Porteño em 2001. Em meados de 2007, foi contratado pelo Racing Club de Argentina.  
No início de  2008, foi contratado pelo Colo-Colo do Chile, para disputar a Copa Libertadores da América e o torneio chileno, valendo US$ 1,2 milhão para o Racing Club, sendo o terceiro jogador mais caro que o Colo já comprou. nos últimos anos e na era do preto e branco, depois de Macnelly Torres e Lucas Barrios. Salcedo teve um excelente momento no Colo-Colo, já que conquistou 2 títulos locais (Clausura 2008 e Clausura 2009) e foi o titular indiscutível da seleção chilena. Aliás, o Colo-Colo passou a ser o clube, onde Salcedo se identificou jogando no exterior.  
Em meados de 2010, voltou ao Cerro Porteño mas por empréstimo, já que em janeiro de  2011, voltou ao Colo-Colo, devido ao atual contrato que tinha com a seleção chilena. 
Em meados de 2011, rescindiu contrato com o Colo-Colo e voltou ao seu ex-clube Cerro Porteño. Em 2013, encerrou o contrato com o Cerro Porteño e assinou dias depois com o  Rubio Ñu. Poucos dias após o término do Torneio Apertura de 2013, assinou contrato com o  Deportivo Capiatá, a pedido do técnico Mario Jacquet.  
Em 16 de dezembro de 2013, firmou contrato de um ano, com o clube  3 de Febrero  .   Depois de jogar pelo 3 de fevereiro de 2014, em 2015 assinou com o clube Sol de América junto com seu irmão Santiago Salcedo, e jogou até dezembro daquele ano, ajudando-o a se classificar para a Copa Sul-Americana de 2016.  
Em 2016 ele e Sasá foram para o clube Libertad e sagraram-se campeões do torneio de abertura, ele disputou apenas uma partida na primeira divisão. 
Em 2017 voltaria ao clube Sol de América e lá esteve por 2 anos e 6 meses até a abertura de 2019. 
Para o fechamento de 2019 assinaria por 6 meses com o clube esportivo San Lorenzo, e seria seu último contrato como jogador profissional, antes do final do torneio de encerramento, Salcedo González, tomou a decisão de anunciar sua aposentadoria do futebol profissional.
Após sua aposentadoria do futebol, ele voltaria ao Club Cerro Porteño, porque Miguel Ángel Russo deixou de ser diretor técnico do Cerro Porteño, para o qual Víctor Bernay assumiu o cargo de diretor técnico do clube, e Salcedo foi chamado por Víctor Bernay para ser assistente técnico junto com Jorge Achucarro, e em toda a segunda rodada do campeonato de encerramento de 2019 esteve no time onde se formou como jogador, o clube de seus amores, o Club Cerro Porteño. 

### Treinador
No início de 2021 assumiu o clube Sportivo San Lorenzo da Segunda Divisão do Paraguai.